# Episodi di Grey's Anatomy (tredicesima stagione)
La tredicesima stagione della serie televisiva Grey's Anatomy, composta da ventiquattro, è stata trasmessa in prima visione assoluta negli Stati Uniti d'America da ABC, in tre parti: la prima dal 22 settembre al 17 novembre 2016, la seconda dal 26 gennaio al 27 aprile 2017, e la terza dal 4 al 18 maggio 2017.
In Italia la stagione è stata trasmessa in prima visione a pagamento da Fox Life, canale della piattaforma satellitare Sky, in tre parti: la prima dal 14 novembre 2016 al 9 gennaio 2017, la seconda dal 27 febbraio al 24 aprile 2017, la terza dall'8 maggio al 12 giugno 2017. In chiaro è andata in onda su LA7 dal 2 ottobre al 18 dicembre 2017.
L'attrice Jerrika Hinton, interprete della dottoressa Stephanie Edwards, abbandona la serie al termine di questa stagione dopo la sua entrata nel cast all'inizio della nona stagione. Tessa Ferrer ricompare come guest star per un arco di episodi nel ruolo della dottoressa Leah Murphy, dopo la sua uscita di scena nel finale della decima stagione.
| nº | Titolo originale                          | Titolo italiano                         | Prima TV USA      | Prima TV Italia  |
| -- | ----------------------------------------- | --------------------------------------- | ----------------- | ---------------- |
| 1  | Undo                                      | Undo                                    | 22 settembre 2016 | 14 novembre 2016 |
| 2  | Catastrophe and the Cure                  | Catastrofe e cura                       | 29 settembre 2016 | 21 novembre 2016 |
| 3  | I Ain't No Miracle Worker                 | Non faccio miracoli                     | 6 ottobre 2016    | 28 novembre 2016 |
| 4  | Falling Slowly                            | Caduta lenta                            | 13 ottobre 2016   | 5 dicembre 2016  |
| 5  | Both Sides Now                            | Entrambe le parti                       | 20 ottobre 2016   | 12 dicembre 2016 |
| 6  | Roar                                      | Ruggire                                 | 27 ottobre 2016   | 19 dicembre 2016 |
| 7  | Why Try To Change Me Now                  | Perché cercare di cambiare adesso       | 3 novembre 2016   | 26 dicembre 2016 |
| 8  | The Room Where It Happens                 | La sala dove tutto accade               | 10 novembre 2016  | 2 gennaio 2017   |
| 9  | You Haven't Done Nothin'                  | Non hai fatto niente                    | 17 novembre 2016  | 9 gennaio 2017   |
| 10 | You Can Look (But You'd Better Not Touch) | Puoi guardare (ma è meglio non toccare) | 26 gennaio 2017   | 27 febbraio 2017 |
| 11 | Jukebox Hero                              | Dove sono tutti?                        | 2 febbraio 2017   | 6 marzo 2017     |
| 12 | None of Your Business                     | Non è affar tuo                         | 9 febbraio 2017   | 13 marzo 2017    |
| 13 | It Only Gets Much Worse                   | Va solo molto peggio                    | 16 febbraio 2017  | 20 marzo 2017    |
| 14 | Back Where You Belong                     | È come tornare a casa                   | 23 febbraio 2017  | 27 marzo 2017    |
| 15 | Civil War                                 | Guerra civile                           | 9 marzo 2017      | 3 aprile 2017    |
| 16 | Who Is He (And What Is He to You)?        | Chi è lui (e cos'è per te?)             | 16 marzo 2017     | 10 aprile 2017   |
| 17 | Till I Hear It From You                   | Finché non te lo sento dire             | 23 marzo 2017     | 17 aprile 2017   |
| 18 | Be Still, My Soul                         | Chetati, anima mia                      | 30 marzo 2017     | 24 aprile 2017   |
| 19 | What's Inside                             | Quel che è dentro                       | 6 aprile 2017     | 8 maggio 2017    |
| 20 | In The Air Tonight                        | Nell'aria stasera                       | 13 aprile 2017    | 15 maggio 2017   |
| 21 | Don't Stop Me Now                         | Non fermarmi adesso                     | 27 aprile 2017    | 22 maggio 2017   |
| 22 | Leave It Inside                           | Lascialo lì                             | 4 maggio 2017     | 29 maggio 2017   |
| 23 | True Colors                               | Colori veri                             | 11 maggio 2017    | 5 giugno 2017    |
| 24 | Ring Of Fire                              | L'anello di fuoco                       | 18 maggio 2017    | 12 giugno 2017   |

## Undo
- Titolo originale: Undo
- Diretto da: Debbie Allen
- Scritto da: William Harper

### Trama
Meredith e Nathan sono insieme alla festa di nozze di Amelia e Owen. Nathan le propone di appartarsi, ma sono interrotti da Maggie che invita Nathan per ballare. Karev porta De Luca al pronto soccorso, con evidenti contusioni al volto, mentre lui ha le mani ferite. Ben lo visita e riscontrano un'emorragia delle vie aeree, con sospetta frattura del piano orbitale con incarceramento del muscolo. La Wilson telefona a Meredith e la informa che De Luca è al pronto soccorso. Meredith lascia la festa e affida Maggie a Nathan. Meredith e Richard vanno dalla Wilson e si rendono conto che qualcosa è successo in quella stanza. Quindi Meredith lascia Jo e si reca in ospedale per avere informazioni da Alex, ma già sospetta che sia lui il responsabile. Alex gli conferma i sospetti, ma decidono di non rivelarlo alla Bailey. Quando Maggie le chiede cosa sia successo, Meredith dice di non saperne nulla. La polizia nel frattempo raccoglie le prime deposizioni in ospedale, iniziando dalla Bailey. Poiché non ci sono medici disponibili, la Bailey affida il Pronto Soccorso a Ben, che inizia a nutrire alcuni sospetti sulla dinamica dell'aggressione a De Luca. Nel frattempo Richard cerca di tranquillizzare Jo e di avere informazioni sull'accaduto. La specializzanda però, ingannandolo riesce ad allontanarsi da casa. Maggie racconta a Nathan di come lei e De Luca si siano lasciati e va a trovarlo. De Luca ha il volto tumefatto, è intubato ma la TC è pulita. Maggie suggerisce di chiamare la madre per metterla al corrente della situazione. Nel frattempo Alex si informa tramite Meredith delle condizioni di De Luca e le chiede di verificare personalmente le immagini della TC. Meredith gli suggerisce di andare a riferire alla polizia quanto accaduto. Alex incontra Ben il quale lo incalza chiedendogli della mano e dicendogli che De Luca una volta ripresosi, parlerà con la polizia. Jackson riferisce che la pressione dell'occhio di De Luca è incontrollata, deve essere operato perché il muscolo retto inferiore è intrappolato nella frattura orbitale. Ha un ifema di quarto grado. Vuole chiamare un'oftalmologa da un altro ospedale, ma la Bailey e Maggie lo convincono ad intervenire personalmente. April è ancora in ospedale, quando si sveglia trova Catherine con in braccio la bambina, che hanno deciso di chiamare Harriet. Catherine è alquanto delusa, poiché sperava avessero deciso di chiamarla come lei, ma lo stupore più grande deriva dal cognome, in quanto la Kepner vuole che la bambina porti il suo. Maggie cerca di spiegare a Riggs che De Luca non gli interessa più, ma i suoi atteggiamenti non riescono a far chiarezza sui sentimenti della Pierce, anzi lasciano ancor più intendere a Riggs che lei sia ancora interessata a De Luca. Alex incontra Jo che prova a spiegargli cosa è successo, ma lui non la lascia parlare. Jackson opera De Luca cercando di salvargli la vista, poiché a causa dell'emorragia rischia di riportare danni permanenti. Ben confida a Meredith di avere un'ipotesi su ciò che è successo, riferendosi ad un possibile impulso violento di Alex. Stephanie va da Jo, che sta raccogliendo le sue cose per andarsene, e le chiede cosa è successo. La Edwards riceve la risposta da Jo e riferisce quanto saputo a Meredith, che informa Alex. Richard ferma Jo che sta andando via e riesce a convincerla a non fuggire. Alex va da De Luca che trova mentre sta parlando con Jo, la quale gli chiede di non rivelare a nessuno il suo precedente matrimonio. Appena vede Alex, però De Luca ha una crisi di panico e chiede aiuto. Meredith va dalla Bailey a dirle che è Alex il responsabile dell'aggressione a Andrew De Luca. Mentre la Bailey sta rintracciando la polizia per avvisarli, gli agenti hanno già arrestato Alex che ha appena confessato. Maggie è molto delusa dal comportamento di Meredith, che le ha mentito su quanto sapeva circa il responsabile dell'aggressione a De Luca. Karev esce ammanettato dall'ospedale e viene condotto in carcere. Meredith finalmente riesce a dire a Riggs di non essere interessata ad una relazione con lui.

## Catastrofe e cura
- Titolo originale: Catastrophe and the Cure
- Diretto da: Kevin McKidd
- Scritto da: Karin Gist

### Trama
Alex deve affrontare la prima udienza in tribunale, Meredith prova a distrarlo e a farlo concentrare sulla loro giornata di lavoro in ospedale. La Bailey chiede a Ben di riferirgli tutto ciò che succede in ospedale, così come lei faceva quando Richard le aveva chiesto di essere i suoi occhi e le sue orecchie. Ma Ben si mostra riluttante all'idea. Si propone a farle da informatore lo stesso Richard. Maggie confessa a Meredith i suoi sogni erotici con protagonisti lei e Riggs, oltre a confidarle di essere seriamente intenzionata a chiedergli di uscire. Amelia ha organizzato una serata per inaugurare la casa, senza chiederlo prima ad Owen, che però non è contrariato della sorpresa, quanto del fatto che sarà presente Riggs con cui non vuole trovarsi costretto ad avere nessun rapporto amichevole. La neurochirurgo segue con Jo una paziente affetta da un tumore a cui ha dato il nome di Wilma, l'amante del suo ex marito. Amelia invita Jo alla serata a casa sua, promettendole che non sarebbe stato presente Alex. Alex segue Zak, un piccolo paziente già sottoposto ad un trapianto di rene sei mesi prima che lamenta dolori addominali. Dalle analisi risulta che il bambino deve sottoporsi ad un intervento di appendicite, ma la sua condizione di trapiantato non lo consentono, perciò Alex decide di sottoporlo ad un ciclo di antibiotici ad ampio spettro, promettendo a lui e alla mamma di visitarlo ogni ora. La piccola Harriet, la figlia di April e Jackson sta bene e può andare a casa, ma April necessita ancora di cure e non potrà andare a casa con la bambina. Jackson si occupa da solo della bambina e passa molto tempo al telefono con April. Alex in tribunale è accusato di percosse aggravate di secondo grado, un'accusa più pesante di quella che lui e i suoi avvocati si aspettavano. Alex è molto turbato dall'aggravarsi delle prospettive. Meredith parla in ascensore con De Luca, che ha ripreso servizio. Affronta l'argomento dell'aggressione e degli strascichi giudiziari quasi palesando, involontariamente, delle minacce nei suoi confronti. Riferisce la sua conversazione ad Alex, il quale risulta ancora più turbato, al punto di disinteressarsi dei risultati delle analisi del piccolo Zak, portati da Ben. Meredith cerca ancora di rassicurare Alex e lo invita alla serata a casa di Amelia e Owen. Maggie si presenta a casa di Amelia e Owen con un abito molto sexy e Owen la invita ad intrattenere Riggs. Quando arriva Meredith, Owen invita anche lei ad andare da Riggs. Lei con una scusa lo allontana da Maggie e gli dice che Maggie ha intenzione di chiedergli di uscire e che lui dovrà rifiutare gentilmente. Riggs riesce ad evitare che Maggie le faccia la proposta e si ritrova seduto con Owen. Le condizioni di Zak si aggravano, ma Alex, richiesto dal bambino, arriva a casa di Amelia e Owen, dove trova Jo che gli rinfaccia di aver agito di impulso e di averla offesa, senza ascoltare le sue ragioni. Alex giunge in ospedale, ma troppo tardi, il bambino è già in sala operatoria e la Bailey non lo fa partecipare all'intervento, allontanandolo. Anche la mamma del bambino, trovandolo fuori dalla sala operatoria, gli chiede spiegazioni sul suo allontanamento. Alex le dice che per colpa della sua distrazione il bambino potrebbe anche perdere il rene e la mamma lo allontana. La Bailey in sala operatoria rimprovera Meredith di aver parlato con De Luca e le fa notare di essere obnubilata dalla storia accaduta ad Alex. Finalmente Maggie riesce a chiedere a Nathan di uscire, ma questi le risponde di non voler frequentare nessuno per il momento. Il piccolo Zak viene operato; la Bailey e Meredith, con l'assistenza dello stesso De Luca, riescono a salvargli il rene, rimuovendo un pericoloso coagulo dall'arteria. La Bailey lo comunica ad Alex, dicendogli che al momento non può lasciarlo operare e che pertanto lo assegna all'ambulatorio Danny Duquette. Mentre Meredith confessa ad Alex di essere stata con Riggs, rientra in casa Maggie, sconvolta per aver ricevuto un rifiuto da Riggs.

## Non faccio miracoli
- Titolo originale: I Ain't No Miracle Worker
- Diretto da: Rob Corn
- Scritto da: Andy Reaser

### Trama
Un'auto impazzita piomba su un corteo funebre. A guidare l'auto è una ragazza in gravidanza. È la figlia dell'uomo di cui si sta celebrando il funerale. I familiari sono furiosi con lei, ex tossicodipendente, andata via da casa senza dar notizie di sé da molto tempo. Ha il bacino fratturato ma né lei né il bambino sono in pericolo di vita. La madre, invece, emozionata dal suo ritorno e sconvolta per la morte del marito, ha un infarto e muore, mentre la Shepherd e la Edwards tentano di rianimarla. Mentre i parenti sono intorno a lei, però la donna si alza dal lettino. È viva, si tratta di un raro caso di sindrome di Lazzaro. Arizona è tornata dal viaggio a New York, molto contenta delle condizioni con cui si sono sistemate Callie e la bambina, Sofia. Affronta subito Alex rimproverandolo per quanto accaduto. De Luca teme che Arizona non lo voglia in reparto, ma Arizona lo tranquillizza, abbracciandolo. Ma è di Alex di cui sente effettivamente la mancanza, sia in reparto che di persona. Il figlio della Bailey, Tuck, fa a botte con un compagno di scuola, e Ben cerca di fargli capire, sfruttando tra l'altro ciò che è accaduto tra Alex e De Luca, che picchiare la gente è sbagliato e può causare gravi conseguenze. April comincia ad avvertire una certa noia dallo stare a casa con la bambina e si reca con lei in ospedale per trovare un diversivo.

## Caduta lenta
- Titolo originale: Falling Slowly
- Diretto da: Victoria Mahoney
- Scritto da: Jen Klein

### Trama
Alex è di servizio all'ambulatorio, vessato dal suo responsabile, l'infermiere Timir. La sua situazione è difficile perché anche quando si presenta un paziente su cui deve essere effettuata una semplice rimozione di ascesso, lui non può intervenire, ma deve chiamare un altro chirurgo. Tra un paziente e l'altro deve anche mantenere contatto con il suo avvocato per concordare le deposizioni di alcuni genitori di suoi ex pazienti. Si occupa anche di Emma, una minorenne alcolizzata, che quasi una volta al mese si presenta in ambulatorio, dove le fanno il solito trattamento reidratante. Alex invece tenta un approccio più definitivo, facendosi aiutare allo scopo da Richard. La ragazza continua a mentire sulla sua situazione anche con Richard. Mentre cerca di trattenerla, prendendola per un braccio, l'arto fuoriesce dalla clavicola e la ragazza se lo riposiziona da sola. Colpiti da quanto accaduto, decidono di effettuare una radiografia sulla ragazza, per verificare che non ci sia una frattura. Da questo incidente Alex scopre che il problema della ragazza non è l'alcolismo e che potrebbe averle salvato la vita.
Amelia e Owen iniziano a parlare di bambini e della loro educazione. Amelia inizia anche a chiedere di sapere delle cose più personali ed intime di Owen, anche riguardo alla sua infanzia. Cerca anche di stimolare in Owen curiosità su cose di lei che non conosce. Owen rassicura Amelia che può parlargli di qualsiasi cosa, così lei gli racconta come è morto un suo precedente fidanzato e lui le racconta di quando in preda ad un raptus notturno aveva quasi strozzato Cristina.
Jackson è molto stanco a causa delle notti insonni passate con Harriet, infatti Ben lo sorprende che dorme, in piedi, in sala riunioni. April invece ha difficoltà nel sonno in casa di Jackson perché si sente un'ospite e trova riparo per dormire nella saletta del medico di guardia. April e Jackson comunque decidono di affrontare insieme e nella stessa casa le difficoltà.
La Bailey comunica a De Luca che tutti i rapporti sono stati completati e saranno inviati ai legali ed al procuratore. Lo invita a non parlare con nessuno all'interno dell'ospedale del processo, solo Jo e Arizona comunque gli sono vicino.
Arriva in elicottero una coppia, Daniel e Polly, caduta con l'aliante durante il primo volo dell'uomo senza istruttore. La donna ha acqua nell'addome ma la situazione peggiora in fretta, Meredith è costretta a fare un drenaggio toracico d'urgenza. Daniel ha una scheggia dell'aliante conficcata nella gamba, ma non sente dolore perché è paraplegico da tre anni. Dalla TAC risulta che la donna ha una lesione alla milza di terzo grado. Owen propone a Meredith e Nathan di fare una laparotomia esplorativa perché vede del liquido intorno all'aorta. Ma i due non sono d'accordo, vorrebbero aspettare tenendola sotto osservazione e fare un angio TC. Owen accetta la decisione ma la giudica sbagliata. Infatti dopo un po' la sua situazione peggiora, la milza si è perforata e si sta dissecando l'aorta. Meredith chiama Owen e Riggs per intervenire immediatamente. L'intervento sembra andare bene, ma in realtà c'è una gravissima complicazione. Meredith si interroga se la decisione presa da lei Riggs non sia stata causata dalla complicità creatasi tra loro.

## Entrambe le parti
- Titolo originale: Both Sides Now
- Diretto da: Chandra Wilson
- Scritto da: Mark Driscoll

### Trama
A Seattle è scoppiato un caldo infernale ed in casa di Meredith si è rotto il condizionatore. Alex, Maggie e Meredith cercano un po' di refrigerio perfino rimanendo davanti al frigorifero aperto.
La Bailey giunge in ospedale, dove incontra Meredith a cui annuncia di avere davanti un giorno glorioso, poiché sta per eseguire un trapianto di fegato ad una anziana dolce nonnina, June Crowley, che ha aspettato 3 anni in lista d'attesa. Per il caso chiederà l'assistenza di De Luca. Quando si recano dalla paziente, tutta la famiglia è riunita intorno al letto della paziente e questi accolgono i medici con un caloroso applauso, che si ripete all'annuncio dell'imminente trapianto, previsto per il pomeriggio. L'entusiasmo del trapianto da parte della Bailey svanirà poco alla volta a causa degli eventi che si succederanno.
April è tornata in servizio, quando Amelia la vede si rende conto che è il 29 ottobre, giorno previsto per il suo ritorno, mentre lei pensava fossero ancora al 26. Resta piuttosto perplessa. La ritroviamo più tardi in magazzino mentre fruga tra gli scaffali. Qui la sorprende Meredith, che le chiede se sta cercando droga, ma Amelia la stupisce dicendole che è incinta, e che lo sa perché ha un ritardo. Le dice però che non ha ancora fatto il test e che ne sta cercando uno, pertanto Meredith la invita a farlo al più presto. Durante la giornata Amelia dirà di essere incinta a più persone, senza però esserne certa, manifestando la sua difficoltà a dirlo ad Owen.
Mentre Owen e Amelia sono nel corridoio, arriva Jackson con la bambina. Ha ricevuto una chiamata urgente e Owen si offre di tenere la bambina, che piange. Owen durante il giorno mostra una certa difficoltà con la bambina, che continua a piangere mentre Owen la tiene in braccio. Riesce finalmente a farla addormentare quando Jackson ha terminato l'intervento, pertanto decide di rimanere con lei, in braccio. Solo a fine giornata riconsegna la bambina a Jackson, ricevendo i complimenti da Richard che lo incoraggia a pensare ad avere un bambino.
Maggie riesce ad avere la Edwards al suo servizio convincendola ad assisterla per un caso di mixoma cardiaco. Le dice che essendo un caso difficile, ha bisogno della migliore specializzanda. Jo ascolta la conversazione tra le due e appare piuttosto contrariata dalla definizione di “miglior specializzanda”, ne parla con De Luca, con cui inizia ad avere un rapporto confidenziale. Amelia cerca di riprendersi la Edwards da Maggie, dicendole anche di essere incinta. Ma la Edwards resta con Maggie e si reca con lei dal paziente, Andrew Billings, ex astronauta, per la procedura di consenso informato all'operazione. L'intervento è particolarmente rischioso, e l'uomo ne è consapevole.
Giunge in pronto soccorso Chelsea, una ragazza di 25 anni svenuta mentre correva. La visitano Meredith e Richard che procedono a raffreddarla mediante l'utilizzo di coperte refrigeranti. La ragazza infatti ha una temperatura di 40.2 gradi, ma per fortuna l'EEG risulta normale. Decidono comunque di farle alcune analisi di approfondimento (Test epatici, conta dei globuli, CK, livelli di mioglobina da sangue e urine). La ragazza chiede di contattare la sorella per assisterla. Chandler, la sorella gemella, arriva in ospedale sorprendendo Richard che pensava che Chelsea si fosse allontanata dal letto. Ma le notizie non sono buone: Chelsea ha bisogno di un trapianto di fegato, poiché il colpo di calore ha causato lo sviluppo di una grave patologia. Chandler si offre immediatamente di fornire il fegato per il trapianto. Le condizioni di Chelsea si aggravano e purtroppo il fegato di Chandler non si può utilizzare: i risultati delle analisi rivelano alla donna di essere incinta.
Meredith e Richard si recano dalla Bailey per proporre alla sua paziente June di cedere il fegato destinato a lei in favore della ragazza, Chelsea. Tra lo stupore generale dei medici e dei parenti, la nonnina rifiuta in malo modo. Meredith, dopo aver pensato di insistere con la donna o di ottenere illegalmente il fegato, attende in ospedale notizie dall'UNOS su un possibile donatore. Ma queste arriveranno proprio dal Grey-Sloan.
Altre notizie arrivano e riguardano la gravidanza di Amelia, che decide di aspettare Owen a casa per leggere l'esito del test in sua presenza.

## Ruggire
- Titolo originale: Roar
- Diretto da: Nicole Rubio
- Scritto da: Elizabeth J.B. Klaviter

### Trama
Alex è molto nervoso, perché deve recarsi in tribunale, lo attende un'udienza in cui sarà fissata la data del processo. Durante la fila per i controlli di sicurezza all'ingresso del tribunale conosce una donna, in gravidanza di 16 settimane, con un'eruzione cutanea alla mano. La donna gli dice di non averlo fatto vedere ad alcun medico pertanto Alex la invita a recarsi da lui in ambulatorio. La donna giunge in ambulatorio poco dopo, spiega ad Alex che il padre del bambino che aspetta è Jeremy, un amico con cui hanno deciso di avere un figlio pur non avendo una relazione. La donna rivela ad Alex che da qualche settimana ha anche iniziato a perdere peso. La cosa preoccupa Alex che decide di effettuare ulteriori accertamenti. Chiede infatti un consulto da un chirurgo, poiché lui non può prendere decisioni, ma dal reparto non arriva nessuno per molto tempo. Nel frattempo è arrivato Jeremy, il padre del bambino. Sarà la Bailey a visitarla, chiamata un po' bruscamente da Alex, ed a comunicare alla donna che le preoccupazioni di Alex erano fondate. La Bailey proporrà un approccio non risolutivo e che comunque porrebbe fine alla gravidanza, mentre Alex la forza ad effettuare un intervento più rischioso ma che potrebbe salvare la vita almeno al bambino. L'ultima decisione spetterà ovviamente alla Bailey, che invita duramente Alex a stare al suo posto.
Jo e De Luca riescono a fare conversazione, nonostante la vicenda che li ha visti, loro malgrado, protagonisti. Ma De Luca diviene sospettoso quando vede Jo comunque parlare con Alex.
Viene riassunta al Grey-Sloan la dottoressa Leah Murphy, di cui Maggie, che non l'aveva mai conosciuta, è entusiasta. Diversa invece la reazione di Arizona quando la rivede, arrivando persino a chiederne spiegazioni a Richard. Jo e Stephanie, parimenti, sono piuttosto imbarazzate dalla sua presenza.
Arrivano in pronto soccorso il piccolo Robbie, di 12 anni ed il padre, Bob. Hanno avuto un incidente d'auto a causa della reazione esagerata del padre, che ha perso il controllo dell'auto mentre rincorreva a folle velocità un altro veicolo che aveva loro tagliato la strada. L'uomo sembra ridotto male con ferite abbastanza profonde alla testa ed in particolare alla gamba, mentre il ragazzo non presenta danni evidenti, fatta esclusione di un'escoriazione alla testa, medicata da Amelia. Mentre il ragazzo si sfoga con la dottoressa del comportamento irresponsabile del padre, ha una crisi e perde conoscenza. Viene portato immediatamente a fare una nuova TC, la Shepherd sospetta che sia improvvisamente peggiorata una malformazione artero-venosa, già vista nella precedente TC ma che non destava preoccupazioni. Viene portato d'urgenza in sala operatoria.
Catherine è in ospedale ed affronta una discussione piuttosto tesa con la Bailey, accusandola di essere troppo indulgente con il personale. In particolare si riferisce al comportamento osservato nei confronti di Alex e del marito, Ben. La Bailey ne parla con Richard, ma lui le fa notare quanto sia utile offrire una seconda possibilità, portando ad esempio Leah Murphy che, andando in un'altra struttura ha dimostrato di essere un chirurgo molto promettente. La stessa Leah racconta a Maggie, in sala operatoria, di essere tornata, dopo essere diventata la migliore del suo corso, esclusivamente per assisterla, essendo rimasta letteralmente folgorata da alcune sue pubblicazioni sulla cardiochirurgia.
Amelia, in un attimo di sconforto, si rifugia nella saletta dei medici, dove trova Alex. Gli confida di aver avuto un bambino, tempo addietro, nato con un'anencefalia, una malformazione congenita grave, vissuto pertanto solo per pochi minuti. Gli dice di non aver mai raccontato ad Owen questa vicenda e gli confessa i suoi reali sentimenti relativamente all'idea di avere un bambino.
A fine giornata la Bailey e Catherine si incontrano nuovamente, e la Bailey ribadisce con determinazione che non licenzierà Alex. La Avery comprende le ragioni e concorda sul fatto che non siano gli studenti il problema, ma che devono affrontare il vero problema dei pessimi risultati del programma di specializzazione.

## Perché cercare di cambiare adesso
- Titolo originale: Why Try To Change Me Now
- Diretto da: Jeannot Szwarc
- Scritto da: Austin Guzman

### Trama
La Bailey manda una mail a tutto il personale, strutturati e specializzandi, informandoli che la Dott.ssa Eliza Minnick, un consulente formativo, arriverà in ospedale per osservare e valutare il programma di formazione della struttura. Molte sono le ipotesi che circolano sul perché di questa visita: Alex pensa che sia per colpa sua, poiché lui, docente ha aggredito De Luca, uno studente; Stephanie pensa che sia per colpa di Ben, che ha effettuato, da specializzando, un cesareo d'urgenza in corridoio. Molti sono anche i sospetti che sia in arrivo un'altra ondata di licenziamenti. Compresa Arizona, che incalza Jackson per avere altre informazioni, tentando inutilmente di mascherare la sua insicurezza. Altrettanto nervoso è Richard, che se la prende con la Bailey per non averlo informato e perché non conosce il reale motivo della presenza della Minnick.
La consulente raduna tutti gli specializzandi in una stanza e chiede loro di parlare dei loro superiori, vincendo la loro reticenza, promettendo di farli accelerare nel percorso di studi e nella pratica chirurgica. Riggs, Arizona, April e Maggie osservano la scena dal corridoio, mediante una finestra che si affaccia nella stanza. Richard cerca di avere informazioni da De Luca, circa l'argomento della riunione della Minnick con gli specializzandi, ma De Luca mantiene la bocca cucita.
Richard e De Luca si occupano di Enid, una ottantenne ospite di una casa di riposo, con un'infiammazione della cistifellea. Richard intende operarla, ma dovrà sottoporla ad accertamenti cardiologici, data la sua età. A tenere compagnia ad Enid c'è una sua amica della casa di riposo, compagna di squadra di Enid nel gioco del bowling. Mentre Enid sta facendo un elettrocardiogramma con prova da sforzo, accusa un malore. In realtà si tratta di un infarto, a cui Richard intende rimediare con un'angioplastica o con l'inserimento di uno stent.
Owen e Amelia seguono Emmet Lawson, caduto dal tetto che tentava di riparare, sfondandolo e rotolando giù dalle scale. I due chirurghi sono in evidente disaccordo sulla priorità delle attività da svolgere sul paziente. Amelia vuole sistemare immediatamente il dislocamento della colonna, mentre Owen vuole effettuare una laparotomia esplorativa per risolvere una falce d'aria sottodiaframmatica. Le controversie si susseguono anche alla presenza della Minnick. Amelia inoltre trova continuamente scuse per non tornare a dormire a casa con Owen. Durante l'ennesimo disaccordo tra i due, la Minnick propone di assegnare, durante l'intervento che andranno ad eseguire, un ruolo fondamentale a Stephanie ed uno meno importante ad Owen. Al termine dell'intervento, Amelia troverà il coraggio di sfogarsi con Owen e dirgli come la pensa in merito all'ipotesi di avere un bambino.
Mentre Meredith sta effettuando una resezione intestinale, si presenta in sala operatoria la Minnick, che propone più volte a Meredith di lasciar fare parte dell'intervento a Ben, che sta assistendo. Meredith non le dà ascolto e, al termine riporta un po' bruscamente quanto accaduto a Richard, chiedendogli di mandarla via. Richard va a parlare con la Bailey, la quale però lo informa del fatto che è sua intenzione assumere la Minnick per farlo affiancare nella gestione del programma di specializzazione. Durante un intervento in urgenza, la Minnick dimostra a Richard che è possibile osare di più in sala operatoria, se è finalizzato a preparare meglio gli studenti. Richard inizia a pensare che forse la presenza della Minnick può giovare alla struttura ed essere per lui una buona occasione per rimettere in gioco il suo metodo, facendo gioco di squadra. Ignora però che le condizioni poste dalla Minnick alla Bailey per rimanere, prevedono una situazione spiacevole per lo stesso Richard.
Arizona, Jackson, Maggie, Alex e Amelia si ritrovano in ambulatorio, convocati da Maggie che ha trovato una lista, scritta dalla Minnick, con i nomi di tutti gli strutturati. Arizona è preoccupata perché il suo nome non è in elenco. Ma la stessa Minnick le dirà che non c'è stato bisogno di scrivere il suo nome su quella lista, usata per memorizzare i nomi, perché il suo non può dimenticarlo.
April esce con un uomo conosciuto su un social, Jackson la vede uscire e rimane stupito e amareggiato del fatto che lei frequenta altri uomini, e ancor più che lo faccia con uno sconosciuto. L'indomani Jackson le chiede come è andata e lei risponde che è andato tutto bene, ma più tardi gli confessa che le cose sono andate in modo diverso.

## La sala dove tutto accade
- Titolo originale: The Room Where It Happens
- Diretto da: Debbie Allen
- Scritto da: Meg Marinis

### Trama
Durante l'operazione, Webber decide di voler immaginare e dare un nome alla persona che si trova sul tavolo operatorio perché il paziente è uno sconosciuto. Richard rivede sua madre, morta di cancro quando egli aveva solo 10 anni; Stephanie immagina sé stessa da piccola malata e ripensando a ciò che ha imparato dai libri di medicina durante la sua convalescenza in ospedale, riesce a diagnosticare la malattia che affligge il paziente; Owen invece ha dei flashback di sua sorella Megan; infine Meredith rivive il momento in cui ha dato la notizia della morte di Derek ai suoi figli. L'operazione finisce bene ma nel momento in cui Meredith se ne sta andando rivede Derek di fronte a lei che la saluta. Il tutto è segno che ama ancora suo marito.

## Non hai fatto niente
- Titolo originale: You haven't done nothin'
- Diretto da: Rob Corn
- Scritto da: Karin Gist

### Trama
È il giorno prima del processo di Alex. Mentre lo stesso Alex, Maggie e Meredith stanno andando in auto in ospedale, un edificio crolla davanti a loro. Le vittime ed i feriti del crollo iniziano ad arrivare in ospedale.
Un paziente di Leah chiede di parlare con un pastore o un sacerdote. Non avendone nessuno in ospedale, la specializzanda porta dal paziente Ben, a cui chiede di fingere di essere un sacerdote. Quando Ben è nella stanza dell'uomo, questi gli confessa di essere il proprietario dell'edificio, che sapeva che l'edificio rischiava di crollare e di non aver rimediato, causando la morte delle persone vittime del crollo. Durante la confessione l'uomo ha un attacco. Ben non sa se rivelare quanto saputo, ma mentre ne parla con Stephanie in corridoio, i genitori di un bambino, abitanti nell'edificio crollato, lo sentono.
Owen e Riggs si occupano di un uomo, anch'egli feritosi durante il crollo dell'edificio, per il quale sono presenti in ospedale sia la moglie che un'altra donna che dice di essere la sua ragazza. Fortunatamente le due donne non si sono incrociate, avendo parlato una con Owen ed una con Riggs.
Nel frattempo fra i parenti delle vittime del crollo e gli altri inquilini del palazzo inizia a circolare la voce che il proprietario sapesse delle precarie condizioni dell'edificio.
La situazione tra Webber e la Minnick inizia a farsi tesa: Webber pensava infatti che i due avrebbero collaborato, ma la Minnick chiarisce subito che si sarebbe trattato di una transizione definitiva: lei sta per prendere il posto di Webber alla Direzione del Programma di Specializzazione. Webber intende parlarne con la Bailey al più presto, ma la giornata è piuttosto intensa e la Bailey opererà tutto il giorno. Infine si affronteranno ma la Bailey, pur tra le lacrime, manterrà ferme le sue intenzioni riguardo al ruolo affidato alla Minnick. Jackson organizza anche una riunione, di nascosto dalla Bailey, con tutti gli strutturati per mostrare solidarietà a Webber e per stabilire una line di contrasto alla decisione di rimuoverlo dall'incarico.
Il proprietario dell'edificio continua a rivolgersi a Ben come se fosse un sacerdote, chiedendo il perdono per quanto accaduto. Ma le vittime continuano ad aumentare, compresa la piccola Winnie di 12 anni, che muore in sala operatoria durante un intervento cui partecipano Maggie e il Dr Webber.
La Minnick confessa alla Robbins di essere omosessuale e dichiara apertamente di stare tentando di flirtare con lei, ma la Robbins la respinge, fermamente ma rimanendone comunque piuttosto soddisfatta personalmente.
La madre di Winnie, sconvolta dalla morte della figlia, riesce, ingannando Ben, ad arrivare nella stanza del proprietario dell'edificio, proprio mentre il marito e gli altri inquilini, protestano in corridoio per sapere dove si trovi e poter sfogare la loro rabbia. Ben però riesce a sorprendere la madre di Winnie mentre cerca di uccidere il proprietario dell'edificio rimuovendogli i tubi del respiratore. La donna verrà portata via dalla polizia.
Jo è preoccupata perché è stata chiamata testimoniare all'udienza e teme i dover rivelare la sua vera identità. Confessa quindi ad Alex di essere sposata con un uomo, che tempo fa l'ha picchiata duramente e dal quale è scappata, cambiando identità. E che teme che a causa del processo quest'uomo la ritrovi. In seguito a questa rivelazione, Alex intende patteggiare la pena dal procuratore. Parla di questa decisione dapprima con la Bailey, che rimane sconvolta dalla sua decisione e poi con Meredith, che tenta di fargli cambiare idea. Alex si reca comunque dal procuratore.
Owen, a fine giornata, torna a casa e trova un biglietto di Amelia.

## Puoi guardare (ma è meglio non toccare)
- Titolo originale: You Can Look (But You'd Better Not Touch)
- Diretto da: Jann Turner
- Scritto da: Tia Napolitano

### Trama
Arizona, la Bailey, e la Wilson sono in auto per andare ad effettuare una visita a domicilio molto particolare: la loro paziente è Kristen, una ragazza in gravidanza di 16 anni la cui ecografia ha mostrato segni di sindrome di TRAP, la cui diagnosi devono confermare e poi trattare. La particolarità della situazione, però, è che Kristen è in prigione. Durante il viaggio la Bailey chiede a Jo se sta bene, ma la specializzanda evita il discorso, dicendo che qualunque cosa accada al processo di Alex, previsto per l'indomani, lei non può fare nulla al riguardo.
Ad attendere le tre vi sono l'avvocato di Kristen, una donna risoluta e per nulla intimorita dall'ambiente e la dottoressa Eldridge, medico del carcere.
Le avvertenze sulla porta della stanza d'ospedale di Kristen la indicano come un soggetto violento e imprevedibile; ciò sarà immediatamente verificato quando la ragazza attacca la dottoressa Eldridge non appena sono all'interno della camera, rompendole un dito della mano. La ragazza viene quindi ammanettata al letto con le mani e i piedi, nonostante le lamentele dell'avvocato e delle dottoresse del Grey-Sloan.
Arizona e Jo riescono comunque ad effettuare un'ecografia a Kristen che conferma la presenza di un gemello acardico, una massa che sta costringendo il cuore della bambina a lavorare il doppio. La Bailey nel frattempo prova ad aiutare la dott.ssa Elridge con il dito, iniziando ad inquadrare la difficile gestione delle cure mediche all'interno del penitenziario.
Al termine dell'ecografia Kristen, che pensava di partorire la bambina, resta sconvolta quando viene a sapere che stanno solo facendo un procedimento per separare il bambino sano dalla massa in utero. Sperava infatti che la sua mamma sarebbe venuta in caso di travaglio, come previsto per regolamento. L'avvocato, per calmarla, le ricorda che l'obiettivo è quello di avere una bambina sana così che la sua mamma possa adottarla e portarle il bambino durante le visite.
Durante la procedura di riposizionamento del feto, per effettuare la separazione del gemello acardico, Arizona è chiamata a parlare proprio con la madre di Kristen, che è al piano terra in una sala d'attesa e non vuole far sapere alla figlia che lei è lì. La madre spiega ad Arizona che è sua intenzione adottare la bambina una volta nata ma che non la riporterà mai più da Kristen. Arizona e le altre, discutendone, decidono di non comunicare quanto saputo alla ragazza.
La procedura si svolge con successo, ma Kristen si arrabbia quando capisce che Arizona le sta nascondendo qualcosa e improvvisamente le si rompono le acque ed entra in travaglio. La ragazza chiede la presenza di sua madre, ma nonostante Arizona vada a supplicarla, la mamma non è disposta ad essere presente, anzi cerca di mettere in guardia Arizona dalla stessa Kristen.
Kristen è sempre più sconvolta, in assenza della madre e perfino del suo avvocato, andata via poiché chiamata per un'altra urgenza. Dopo che Jo le rivela che la madre non verrà e che non vedrà più sua figlia, la Bailey riesce a convincere la ragazza a fare le spinte finali che portano a far nascere la bambina.
Kristen inizialmente non vuole neanche guardare la bambina, che chiama Ellie, ma poi non resiste e la prende in braccio per darle un saluto. Poi permette ai medici di portarla via, mentre Jo la consola.
I tre medici lasciano il carcere, la Bailey tenta di raccontare a Jo qualcosa su Alex, ma ancora una volta la specializzanda non la vuole ascoltare. Arizona allora chiede alla Bailey di parlare e finalmente Jo viene a sapere che Alex la sera prima si sarebbe recato dal procuratore per proporre un patteggiamento.

## Dove sono tutti?
- Titolo originale: Jukebox Hero
- Diretto da: Kevin Rodney Sullivan
- Scritto da: Zoanne Clack

### Trama
Meredith e Maggie cercano di ottenere informazioni sul processo di Alex cercando su internet, sul sito del tribunale. Scoprono che il processo è stato cancellato. Pensano che Alex abbia patteggiato e che sia stato messo in prigione. Meredith cerca di ottenere maggiori informazioni andando direttamente in tribunale, ma non dispone dei codici e delle informazioni necessarie per accedere al fascicolo del procedimento. Meredith prova a cercare Alex anche in alcune prigioni, ma non riesce ad avere informazioni.
In ospedale sono riuniti, sempre di nascosto, il Dr Webber, Maggie, Arizona, Jackson ed April. Cercano di studiare una strategia per fronteggiare la Minnick; Jackson vorrebbe portare la questione all'attenzione della Fondazione Avery, Webber non è d'accordo e insiste per contrastarla agendo in una forma più organizzata e più furba. Decidono di coordinarsi per evitare che la Minnick partecipi agli interventi, durante i quali lei vorrebbe insegnare agli specializzandi. Le sedute operatorie quindi iniziano ad essere spostate di orario e di sala, senza che la Minnick ne sia informata, per cui non riesce a partecipare agli interventi. Arizona non le nasconde ostilità, in particolare quando la Minnick ironizza sulla probabile incarcerazione di Karev, di cui non si hanno notizie. Anche Jackson respinge bruscamente le sue proposte di far collaborare gli specializzandi ai suoi interventi. Anche una riunione urgente indetta dalla Bailey, per tutti gli strutturati, non sortisce alcun effetto, andando deserta. Si presenta infatti solo il Dr Webber, che affronta la Bailey, che però non desiste dal suo intento: cambiare le regole di gestione del programma di formazione e metterne a capo la Minnick.
Arizona e Leah sono in contatto video con un taxi che sta portando in pronto soccorso una donna con le doglie. Arizona consiglia alla donna, che sente la testa della bambina nel canale cervicale, di alzare le gambe e appoggiarle sul cruscotto. Ma quando sono quasi arrivati, il taxi si scontra con un'altra auto. L'airbag esplode e le fa sbattere violentemente le gambe contro l'addome e il torace. L'auto contro cui si è scontrata il taxi è del marito della donna, che si è ferito in modo lieve. Alla donna viene diagnosticata la frattura pelvica e la dislocazione del bacino. La testa della bambina è incastrata, non riesce ad uscire a causa delle fratture. Arizona si sentirà molto in colpa per quanto successo. Eseguirà comunque il cesareo per far nascere la bambina, che risulterà comunque complicato mettendo a rischio la vita della donna, mentre Leah si occuperà della bambina, con difficoltà respiratorie a causa di un'ernia diaframmatica. Opereranno in urgenza anche la piccola, direttamente in terapia intensiva neonatale.
Owen sta cercando Amelia, si reca anche a casa di Meredith, ma non la trova. Chiede anche alla Edwards, che gli riferisce che la Shepherd si è presa qualche giorno di ferie. In realtà Amelia è proprio a casa della Edwards, che le porta, di nascosto, alcuni casi su cui chiede un parere. Owen si accorgerà, a causa dello strano comportamento della Edwards, che la specializzanda sa dove si trovi Amelia.
Jo si occupa di un ragazzo, giunto in pronto soccorso, a cui l'amico e compagno di squadra ha devastato il volto con la lama di un pattino, durante una partita di hockey sul ghiaccio. Jackson eseguirà l'intervento per ricostruire il volto del ragazzo ferito, mentre il suo amico, apparentemente con una frattura ad una costola, peggiora a causa del perforamento di un polmone; sarà il tassista, ancora ricoverato, ad accorgersi del peggioramento del ragazzo, salvandogli così la vita.
A fine giornata, dopo aver girato per varie prigioni, Meredith si ritira a casa distrutta e scopre che Alex Karev è in camera sua.

## Non è affar tuo
- Titolo originale: None of Your Business
- Diretto da: Geary McLeod
- Scritto da: Andy Reaser

### Trama
Meredith e Maggie chiedono spiegazioni ad Alex, il quale racconta cosa è successo quando si è recato dal procuratore per patteggiare: mentre attendeva nell'ufficio del procuratore l'arrivo dell'avvocato, è entrato De Luca. Lo specializzando ha spiegato all'attonito procuratore di voler ritirare l'accusa. Non essendo possibile farlo, De Luca promette che in caso di processo, avrebbe detto di aver iniziato lui la rissa. Il procuratore, sempre più stupito, decide di annullare il processo. Alex riferisce a Meredith, che lo incalza, di non sapere il motivo del gesto di De Luca.
È arrivata in ospedale Catherine, che promette di dare manforte alla Bailey per ristabilire la situazione a seguito degli episodi di sabotaggio delle attività della Minnick. Ma tra gli strutturati l'atteggiamento non cambia, a partire da Meredith che rifiuta seccamente la partecipazione della Minnick ad un suo intervento, contrassegnato con una stellina sul tabellone da parte della Minnick. A seguito di questo rifiuto la Bailey sostituisce Meredith per l'intervento programmato e la convoca nel suo ufficio per chiarire la questione, ma all'atteggiamento aggressivo di Meredith, la Bailey reagisce sospendendola con effetto immediato e mandandola a casa. Gli strutturati, ritrovatisi per caso nel corridoio, commentano con preoccupazione la sospensione di Meredith, che invece ritenevano essere immune da eventuali azioni di forza da parte della Bailey. La Minnick, saputo della sospensione di Meredith, chiede alla Bailey di non attuare altri provvedimenti che la potrebbero rendere ulteriormente invisa agli strutturati.
Inizia a diffondersi la notizia della cancellazione del processo di Alex e delle accuse ritirate da De Luca. La madre di Maggie, Diane, arriva in ospedale, ha un appuntamento con Jackson, ma non ne aveva parlato con la figlia. Quando la Pierce lo scopre rimane piuttosto stupita, pensando al fatto che la madre abbia bisogno di un consulto con un chirurgo plastico. Si preoccupa anche del fatto che sua madre incontrerà il dr Webber, il suo padre biologico. Ma la madre di Maggie è una persona molto estroversa e risulta facilmente simpatica a tutti, compreso il dr Webber. In realtà il motivo per cui la madre di Maggie ha chiesto un consulto con Jackson è per un'eruzione cutanea al seno, ma mantiene il segreto con la figlia. Jackson le comunica che si tratta di cancro infiammatorio al seno, una forma particolarmente aggressiva. Diane sembra più preoccupata di come dirlo a Maggie che della gravità della patologia riscontrata. Per farlo, chiede a Jackson di venire a cena ed aiutarla con Maggie. Ma quando la figlia arriva, scopre che ha rinviato la cena con il dr Webber e le rinfaccia di voler sconvolgere la sua vita. Diane, visto il comportamento della figlia, decide di non voler condividere con lei la malattia e se ne va.
Owen si occupa di una donna, giunta in pronto soccorso, pericolosamente avvolta nel filo spinato. La donna è in ipotermia. La vicina di casa che ha scoperto la donna, caduta nel giardino della sua casa, racconta di come lei e il marito fossero due persone esageratamente riservate, al punto da erigere un muro intorno alla casa e a proteggerlo con il filo spinato. Racconta anche che il marito della donna è morto di recente. La donna si sveglia improvvisamente in preda ad un attacco di panico, dimenandosi e incastrando Owen, che tentava di tenerla ferma, nel filo spinato. Devono operarla e sono purtroppo costretti ad amputarle una gamba, dal ginocchio in giù. La donna quando si risveglia, racconta di come sia caduta mentre tentava di togliere il filo spinato. E di come si sente sollevata dal fatto di essere riuscita ad uscire da quell'isolamento che lei ed il marito avevano creato.
La Bailey convoca Alex e lo riassume, facendosi promettere di mantenere un comportamento impeccabile. Alex prova anche a parlarle della sospensione di Meredith, ma la Bailey tronca il discorso. Alex e De Luca si confrontano finalmente sull'accaduto. De Luca rinfaccia ad Alex di non aver tentato nemmeno di scusarsi per ciò che era accaduto e gli rivela di aver ritirato le accuse per non far soffrire ulteriormente Jo. Il Dr Webber e Catherine finalmente affrontano l'argomento della sostituzione di Richard dal Programma di Formazione. La Bailey convoca la Kepner nel suo ufficio, nominandola primario di chirurgia al posto di Meredith. Owen va a casa della Edwards cercando di parlare con Amelia, che però non gli risponde e non apre la porta.
La Edwards e Leah vanno a casa di Jo per informarla delle novità sulla questione Minnick, ma la informano anche che Alex non è in prigione, come Jo credeva. Lei, saputa la notizia, va a casa di Meredith, dove c'è Alex, e lo abbraccia. Non dice una parola e va via.
- La voce narrante in questo episodio è quella di Jo Wilson

## Va solo molto peggio
- Titolo originale: It Only Gets Much Worse
- Diretto da: Jeannot Szwarc
- Scritto da: Lauren Barnett

### Trama
La Kepner inizia a destreggiarsi, non senza difficoltà, nel suo ruolo di primario di chirurgia generale. Gli altri strutturati ovviamente non condividono la sua scelta di aver accettato l'incarico e sono anche piuttosto preoccupati della “fase 2” del programma della Minnick: uno specializzando dovrà seguire un caso chirurgico dall'inizio alla fine, compreso l'intervento, sotto supervisione diretta di uno strutturato che avrà il compito di intervenire solo se necessario. I due specializzandi individuati per questa fase sono Ben e la Edwards. Lo strutturato assegnato a Ben è il Dr Webber. Ma per il caso inizialmente individuato per la Edwards, c'è una complicazione: la paziente è morta, per cui lei e la Minnick provano a cercare un altro caso, in pronto soccorso. Qui individuano un ragazzo di nove anni, Matty, con sospetta colecistite.
In attesa di intervento è in ospedale la signora Lynne Gagliano, che aveva concordato un intervento per rimuovere un tumore esofageo con Meredith. Quando scopre che la Kepner sostituisce la Grey per il suo intervento, si rifiuta di procedere e chiede di cancellare l'intervento. Maggie riesce però a convincere la paziente ad effettuare l'operazione. In sala operatoria però le cose si complicano, la donna ha un attacco cardiaco e il completamento dell'intervento deve essere rinviato. Cresce nel frattempo la tensione tra la Kepner e Maggie, che non perdona la Kepner di aver tradito, a suo dire, la causa del Dr. Webber, accettando l'incarico di primario al posto di Meredith. Mentre discutono con la paziente di quanto avvenuto nel primo intervento, la signora ha un attacco respiratorio, probabilmente causato dalla perforazione del torace da parte del moncone esofageo. Deve essere operata immediatamente. La Kepner non consente alla Pierce di entrare in sala operatoria, affidandosi all'aiuto di Jo. L'intervento per sistemare la complicazione avviene regolarmente e la Kepner riesce anche a rimuovere il tumore esofageo.
Matty, il ragazzo di 9 anni prescelto per essere il caso chirurgico della Edwards, ha effettivamente necessità di un intervento, poiché un'ecografia conferma la presenza di calcoli biliari e una colecisti molto infiammata, condizione effettivamente rara per la sua età. La Edwards mostra un evidente entusiasmo per l'intervento, sforzandosi di nasconderlo alla presenza dei genitori e del ragazzo. Ma quando Arizona scopre che il caso, pediatrico, non le è stato assegnato, va su tutte le furie e manifesta il suo dissenso alla Minnick. L'intervento su Matty, una colecistectomia laparoscopica, comunque inizia, alla presenza di Arizona, a cui la Minnick spiega nuovamente le regole: non può dire nulla sullo svolgimento dell'intervento e dovrà tenere le mani lontane dal tavolo operatorio. L'inserimento del Trocar risulta difficoltoso, la Edwards riesce comunque a entrare nell'addome con lo strumento e procedere con l'intervento. Si verifica però un'emorragia, con grave perdita di pressione. La lesione è all'interno del bacino, alla vena mesenterica superiore, provocata dall'inserimento del Trocar, per cui il sanguinamento è andato avanti per tutto l'intervento senza che la Edwards potesse accorgersene. Arizona interviene, effettuando una laparoscopia esplorativa per individuare e cercare di riparare la lesione. Ma tutti i tentativi risultano vani. Matty muore in sala operatoria, la Minnick va via senza dire una parola, la Edwards corre via terrorizzata. Arizona, infuriata, chiede spiegazioni alla Minnick e l'accusa di non essersi presa la responsabilità di quanto accaduto. La Edwards va dal Dr Webber per confrontarsi con lui sull'accaduto. Lei e il Dr Webber, che prova a rincuorarla, daranno la notizia ai genitori, mentre la Minnick affronta con forte emotività quanto successo, trovando un minimo di conforto, invece da parte della stessa Arizona.
L'intervento di Ben, una colectomia parziale, invece procede brillantemente e senza intoppi, anche se durante lo stesso, il dr Webber e la Bailey, che si presenta in sala operatoria senza avvisare il dr Webber, litigano in continuazione. Ben sarà molto contrariato della situazione creatasi, poiché i due, durante l'intervento, sono completamente distratti e quasi disinteressati allo svolgimento dello stesso da parte di Ben. Anche il Dr Webber se ne rende conto e rinfaccia a Catherine la colpa di aver creato le condizioni che lo hanno portato a non essere più un bravo insegnante.

## È come tornare a casa
- Titolo originale: Back Where You Belong
- Diretto da: Oliver Bokelberg
- Scritto da: Jen Klein

### Trama
Meredith è ancora sospesa. La mattina tutti si preparano per la giornata in ospedale, mentre lei è alle prese con le faccende domestiche. Anche Amelia è tornata nella casa di Meredith, ha preso posto, provvisoriamente nella stanza di Alex.
Il programma della Minnick procede; sta organizzando un recupero e trapianto di rene, che sarà effettuato dagli specializzandi sotto stretta osservazione di uno strutturato. Gli specializzandi prescelti sono Ben e Cross (che effettueranno il prelievo con il dr Webber) mentre la Edwards e Jo, sotto supervisione di Karev, provvederanno all'impianto. Il donatore è Cynthia la mamma del ragazzo, Christopher, che riceverà il rene, di 16 anni.
Mentre i medici illustrano l'intervento, mamma e figlio sono sereni e di buon umore. Jo incontra in accettazione il marito di Cynthia e padre di Chris che chiede informazioni dei due. Jo lo conduce presso la stanza dove sono ricoverati, ma la loro reazione è tutt'altro che entusiasta. Christopher addirittura chiede al padre di andarsene, mentre la madre è in preda ad una crisi di collera. A causa della reazione emotiva, l'intervento deve essere rinviato. L'uomo, pur allontanandosi dalla stanza, resta in ospedale, in sala d'attesa. Christopher rivela che hanno interrotto qualsiasi relazione con l'uomo a causa delle violenze perpetrate ai danni di Cynthia. L'intervento inizia e procede regolarmente, ma a prelievo avvenuto si accorgono che l'altro rene si è trombizzato ed è completamente necrotico, a causa di una grave stenosi. Webber riesce a bloccare l'intervento di impianto sul ricevente, il figlio ed i medici si interrogano sul da farsi: restituire il rene alla madre, lasciando il figlio in attesa di altro donatore, o completare il trapianto, condannando la madre a una lunga malattia o addirittura alla morte. Mentre Jo cerca di avere informazioni dalla centrale donatori, il padre di Chris la sente parlare e propone a Jo di donare lui stesso un rene. Jo, pur riportando la proposta agli altri medici, è assolutamente contraria alla proposta, in quanto permetterebbe all'uomo di riavvicinarsi alla famiglia, senza che loro possano deciderlo. I medici comunque decidono di accettare la proposta, ma Jo cercherà di convincere l'uomo, già in sala operatoria, a fare la donazione senza rivelarlo alla famiglia.
De Luca e Riggs ricoverano una donna con evidente squilibrio mentale. Non riescono a risalire alla sua identità finché, grazie ad un'intuizione di Riggs, risalgono alla sua identità grazie al numero di serie di un vecchio pacemaker impiantato nella donna, che pensano sia una senza tetto. Maggie e Riggs convocano pertanto la madre, la quale risulta essere letteralmente sconvolta dal fatto che la donna, Claire sia ancora viva. Era infatti scomparsa, durante il college e l'avevano cercata per molto tempo, pensando fosse stata rapita, finché non hanno rinunciato a cercarla, organizzando addirittura il suo funerale. Claire, secondo una prima diagnosi, soffre di schizofrenia. Potrebbe anche non riconoscere la madre, che comunque prima di vedere la figlia, decide di aspettare il suo ex marito, padre di Claire. Infatti, all'arrivo dell'uomo, i due entrano nella stanza di Claire che non li riconosce ed addirittura ha una crisi di panico. Ma già dopo un breve trattamento con i farmaci, Claire mostra segnali di miglioramento, giungendo anche a riconoscere i suoi genitori. Un lieto fine che rinfranca Maggie, ma fa tornare alla mente di Riggs la triste vicenda di Megan, la sua fidanzata scomparsa durante una missione di guerra e mai più ritrovata.
La Bailey si reca a casa di Meredith, invitandosi per un caffè, per affrontare l'argomento sospensione e soprattutto il contrasto messo in atto nei confronti delle sue decisioni sul programma di formazione. La discussione arriva presto al cuore del problema, ovvero al fatto che le decisioni prese dalla Bailey danneggino il dr Webber. Riscontrata l'ostinazione di Meredith, la Bailey abbandona la conversazione. Quando torna in ospedale riferisce a Webber che Meredith non intende fare un passo indietro per causa sua. Così va lui stesso da Meredith per convincerla a tornare. Le sue parole porteranno Meredith a riconsiderare il suo atteggiamento.
Mentre fingono davanti agli altri un rapporto conflittuale, Arizona e la Minnick sembrano sempre più affiatate. Fuori dell'ospedale, un bacio scambiato tra le due lo conferma definitivamente.

## Guerra civile
- Titolo originale: Civil War
- Diretto da: Nicole Rubio
- Scritto da: Elizabeth J.B. Klaviter

### Trama
Amelia, ospite sul divano di casa di Meredith, è svegliata da Maggie che le chiede di andare con lei in ospedale per un intervento da eseguire su una sua paziente, la clippatura di un aneurisma. Amelia va in ospedale, cercando di nascondersi da Owen, ed effettua l'intervento. Mentre sta andando via, però vede Owen in pronto soccorso e non resiste ad intervenire in soccorso di un paziente che necessita di un consulto neurologico. Finalmente si presenta l'occasione per un confronto tra Owen e Amelia, ma Amelia cerca di evitare i tentativi di Owen di parlare del loro rapporto e del comportamento sfuggente di Amelia. La neurochirurga spiega ad Owen di non essere pronta a litigare.
Meredith torna in ospedale e spiega ai medici riuniti in saletta che è lo stesso Webber ad averle chiesto di tornare. Jackson annuncia di voler intervenire sulla situazione in quanto membro del consiglio e rappresentante della Fondazione Avery. Quando ne parla con la madre, i due hanno una discussione piuttosto accesa, al termine della quale Jackson minaccia di scavalcare le decisioni di Catherine.
Alex e De Luca lavorano insieme al caso di un neonato cui diagnosticano un murmure sistolico. Viene convocato per un consulto Riggs. Il cardiochirurgo attesta la sindrome del ventricolo sinistro ipoplasico e chiede a De Luca di contattare subito il centro donatori per mettere il piccolo, Gus, in lista per un trapianto di cuore. Alex non è d'accordo e intende effettuare una Norwood, ovvero una serie di interventi correttivi. Quando i due medici illustrano ai genitori le condizioni di Gus, si controbattono riguardo alla migliore ipotesi terapeutica, lasciando anche i genitori perplessi sul da farsi. La discussione e la divergenza di opinioni tra i due medici prosegue, così Riggs chiede a De Luca, di nascosto da Alex, di inserire il bambino nella lista trapianti. De Luca è inizialmente incerto su come comportarsi, ma poi deciderà per mettere in lista trapianti il bambino. Nel frattempo Alex si lamenta del comportamento di Riggs con Meredith, che affronta il cardiochirurgo, ma questi ribadisce a Meredith le sue convinzioni. Il centro trapianti comunica la disponibilità di un cuore; De Luca e Riggs lo comunicano ad Alex, che comunque si mostra molto contrariato delle loro decisioni prese a sua insaputa, lamentandosene anche con Maggie. L'intervento di trapianto comunque avviene con successo. Riggs ne riferisce l'esito a Meredith e ne approfitta per dirle che lei è sempre nei suoi pensieri, chiedendole cosa ne pensa lei, ma facendole rinviare la risposta a quando sarà pronta.
Webber dorme ancora in ospedale per non affrontare Catherine. Si lamenta con la Bailey della scomodità del materasso e le chiede di provvedere a fornire le camere dei medici di guardia di nuovi materassi. Si confronta con Arizona della situazione, la quale apparentemente si dimostra schierata dalla sua parte, almeno per quanto riguarda le considerazioni, negative, sulla Minnick. Ma il rapporto tra le due sembra migliorare, al punto che la Minnick organizza una cena tra le due a casa di Arizona, e la stessa accetta la proposta. A fine giornata però le due si ritrovano, esauste, nella saletta dei medici e, tentando di riposarsi qualche minuto si addormentano profondamente. Quando le due si svegliano, quasi all'alba, si baciano. Vengono, però, sorprese dal Dr. Webber, che sommessamente, va a dormire nella stanza del medico di guardia, rifiutando l'invito di Catherine a tornare a casa.
Catherine e April commentano il ritorno di Meredith ed il rientro nei ranghi ordinari di April, che aveva sostituito Meredith nel ruolo di primario di chirurgia. Catherine riferisce anche delle intenzioni di Jackson, manifestando apprezzamento per quanto April ha fatto durante il suo impegno di primario. Alle due si presenta un uomo con gravi ferite causate dall'esplosione di una friggitrice, causata da Rodney, il ragazzo del figlio. Informati dell'incidente, i due figli dell'uomo e Rodney si presentano in ospedale; la figlia accusa apertamente il compagno del fratello e gli chiede di mandarlo via. L'intervento è piuttosto complesso e i medici (Catherine, Richard, Jackson ed April) sono in disaccordo su come procedere, aggravandosi la situazione a causa dei rapporti tesi tra di loro. Durante l'intervento non si risparmiano frecciatine e battute sarcastiche tra tutti i membri dell'équipe. Jackson affronta direttamente la sostituzione di Webber con la madre, che però ad un certo punto lo blocca bruscamente, dicendogli di non essere un Avery, ma solo un eccellente chirurgo. Jackson resta ammutolito. L'intervento viene interrotto a causa delle condizioni instabili del paziente. Nella notte però, a causa di un peggioramento, Ben interverrà nuovamente e definitivamente sul paziente, previa autorizzazione del Dr Webber fatta davanti a tutta l'équipe convocata d'urgenza. Jackson chiede spiegazioni a Webber di tale gesto, giudicandolo una resa nei confronti del metodo impostato dalla Minnick e nei confronti di Catherine. Jackson affronta nuovamente la madre, rinfacciandole anche di preferire April come rappresentante degli Avery.

## Chi è lui (e cos'è per te?)
- Titolo originale: Who Is He (And What Is He to You)?
- Diretto da: Kevin McKidd
- Scritto da: Elisabeth R. Finch

### Trama
April e Jackson si recano in Montana per eseguire un trapianto di gola su una ragazza, lasciando la figlia Harriet con Catherine. I due scoprono che bisogna ancora ottenere il consenso dal padre del donatore, per cui Jackson lo convince utilizzando le sue personali esperienze sulla paternità. Purtroppo però viene scoperta una lesione sulla trachea del donatore e questo rende il trapianto impossibile; la laringectomia rimane quindi l'unica opzione ma i genitori e la paziente si oppongono perché ciò comporterebbe la perdita totale della voce. Per convincerli Jackson dice di aver pensato ad una possibile soluzione che preservi le corde vocali, anche se in realtà non ha idea di cosa fare. April scopre che Jackson ha preso in carico questo intervento perché suo padre Robert possiede una tavola calda vicino all'ospedale e incoraggia Jackson, distratto da questa cosa, a parlare con suo padre il prima possibile per poi concentrarsi sull'intervento, perché è in gioco la vita del paziente. Jackson lo fa e scopre che suo padre se ne è andato perché essere un Avery non è adatto a lui, che ora ha una vita felice e non ha mai perso il figlio. Jackson riesce a trovare una soluzione per la ragazza ed assieme ad April esportano il tumore. Finiscono per dormire insieme e concordano che questa era la ragione per cui Catherine aveva scelto April al posto di Meredith. Prima di tornare a Seattle, Jackson va a raccontare a Robert che, nonostante sia felice di averlo incontrato, non lo considera in realtà suo padre.
- La voce narrante in questo episodio è quella di Jackson Avery

## Finché non te lo sento dire
- Titolo originale: Till I Hear It From You
- Diretto da: Kevin McKidd
- Scritto da: Austin Guzman

### Trama
In quest'episodio arriverà in ospedale una coppia di medici in pensione, sposati ormai da moltissimi anni, ma ancora follemente innamorati l'uno dell'altra. Il loro amore e i loro discorsi daranno vita a delle riflessioni da parte di Owen sulla propria relazione con Amelia. I due avranno una discussione e Owen metterà lei di fronte ad una scelta ardua, facendole capire che lui non sarà lì ad aspettarla per tutta la vita. Nel frattempo Nathan dichiara i suoi sentimenti a Meredith, facendole capire che a lei tiene veramente, e i due decideranno di uscire insieme per una cena. La situazione però si fa più drammatica quando Maggie scopre che sua madre ha un raro tumore al seno e dovrà iniziare delle cure, quindi Meredith decide di annullare l'appuntamento con Nathan e, spiegando la situazione a quest'ultimo, resterà vicino alla sorella.

## Chetati, anima mia
- Titolo originale: Be Still, My Soul
- Diretto da: Ellen Pompeo
- Scritto da: Meg Marinis

### Trama
La puntata è incentrata su Diane, la mamma di Maggie. Questa inizia una lunga e dolorosa lotta contro il cancro, facendo sedute di chemioterapia, radioterapia e anche una cura sperimentale contro il cancro, che però la porterà a soffrire ancor di più. I medici, nonché ormai amici di Maggie, le sconsigliano la procedura che quest'ultima vuole intraprendere, elencandole tutti i rischi e gli effetti collaterali e incoraggiando Diane a prendere una decisione per se stessa, ma quest'ultima decide di seguire, anche se un po' titubante, i consigli della figlia. La puntata termina con la morte di Diane, ormai sconfitta dal cancro, sotto gli occhi di Maggie. I medici, e il papà, si riuniranno nella stanza per esserle vicini.

## Quel che è dentro
- Titolo originale: What's Inside
- Diretto da: Nzingha Stewart
- Scritto da: Tia Napolitano

### Trama
Meredith e Amelia accompagnano Maggie al cimitero e nel frattempo parlano, confrontandosi su alcune esperienze passate e scoprendosi più simili del previsto. Nel frattempo arrivano in ospedale due amici di Owen per controllare la situazione del loro bambino, che si trova ancora nella pancia della mamma ma ha un enorme tumore vicino al cuore. Del caso se ne occupano Arizona e Nathan, ma quando Maggie torna in ospedale e viene a conoscenza del caso, decide di prendere il posto di quest'ultimo e operare il bambino insieme ad Arizona. Quasi tutti i medici sono convinti che la Pierce non sia ancora in grado di affrontare un intervento di questo genere, vista la sua situazione, ma lei decide di operare lo stesso mostrando a tutti il suo vero carattere. Nel frattempo l'appuntamento tra Nathan e Meredith viene sempre rimandato a causa di qualche imprevisto.

## Nell'aria stasera
- Titolo originale: In The Air Tonight
- Diretto da: Chandra Wilson
- Scritto da: Stacy McKee

### Trama
Nathan e Meredith si ritrovano per caso vicini di posto sullo stesso aereo, diretti allo stesso congresso. Dopo una breve chiacchierata si ritroveranno a far sesso in bagno, ma pochi istanti dopo essere usciti di lì l'aereo viene scosso da una forte turbolenza provoca molta paura tra i passeggeri nonché alcuni feriti. Tra i più gravi una Hostess con il polso fratturato e un ragazzo, in viaggio con il fidanzato, che è stato sbalzato violentemente contro il soffitto dell'aereo ed è caduto a terra perdendo i sensi. Inizialmente sembra non mostrare nulla di più di un taglio alla testa e un po' di disorientamento, ma poco dopo inizia a vomitare e ad avere delle crisi, segno che il suo cervello era compresso da un'emorragia (aggravata dal fatto che il ragazzo prendeva anticoagulanti). Meredith continua ad avere ricordi del suo primo incidente aereo, che sembrano bloccarla, ma insieme a Riggs lasceranno subito i loro posti per controllare i feriti. Dopo aver aiutato molti passeggeri Meredith e Nathan, aiutati da un dentista e da alcuni membri dell'equipaggio e passeggeri, intervengono d'urgenza sul ragazzo ferito, cercando di far uscire più sangue possibile dalla sua testa mediante una siringa per alleviare la pressione endocranica. Nel frattempo un altro passeggero ha crisi respiratorie e Nathan si precipita a salvarlo, mentre Meredith continua a curare l'emorragia del ragazzo infilando una cannuccia nel cranio (così da far uscire il sangue più velocemente rispetto alla siringa). Non appena la situazione è più calma, l'aereo effettua un atterraggio di emergenza. Una volta a terra i due medici ottengono ringraziamenti dai passeggeri, dal comandante e dall'equipaggio e si allontanano insieme alla ricerca di un hotel dove passare la notte.

## Non fermarmi adesso
- Titolo originale: Don't Stop Me Now
- Diretto da: Louis Venosta
- Scritto da: Andy Reaser

### Trama
Al Grey-Sloan Memorial si terrà una conferenza stampa in cui Nathan e Meredith racconteranno la loro esperienza su quel volo. Nel frattempo Meredith non sa come dire della sua relazione con Nathan a Maggie, così decide di aspettare. Durante la conferenza però, in seguito ad una carezza di Riggs, Maggie capisce tutto e apparentemente offesa e arrabbiata con Meredith cerca di evitarla, mentre quest'ultima la rincorre per darle delle spiegazioni. Nel frattempo arriverà in ospedale una donna alla trentacinquesima settimana di gravidanza insieme al suo migliore amico, nonché padre del bambino. Questa ha un tumore che ha deciso di non curare per portare a termine la gravidanza, ma purtroppo quest'ultimo si è trasformato in metastasi ed ha intaccato anche il midollo spinale, portando i medici a dover effettuare un intervento d'urgenza per far nascere il bambino. Questa, convinta di non sopravvivere all'operazione, firma dei fogli per lasciarsi morire nel caso di complicazioni e fa promettere al suo amico di restare vicino al bambino subito dopo la nascita. Questo viene fatto nascere e portato in terapia neonatale insieme al padre, mentre la donna (cui la situazione si è complicata in seguito ad un embolo) decide di non farsi operare e di lasciarsi morire, non prima di aver confessato alle dottoresse l'amore per il suo amico. La puntata termina con l'uomo che venuto a conoscenza della morte della donna piange mentre tiene in braccio il figlio e Meredith che convince Maggie ad uscire insieme a lei e Amelia.

## Lascialo lì
- Titolo originale: Leave It Inside
- Diretto da: Zetna Fuentes
- Scritto da: Elisabeth R. Finch

### Trama
Meredith sembra voglia iniziare ad andare avanti, lasciandosi il passato alle spalle. Inizia a fare delle pulizie nella sua stanza regalando ad Amelia il tumore gigante che Derek aveva disegnato e appeso nella loro camera. A metà episodio tiene in mano il post-it con le promesse di matrimonio tra lei e Derek e alla fine lo chiude in un cassetto. Nel frattempo in ospedale arriva una ragazza che racconta di esser caduta dalle scale mentre era alla ricerca di un bagno dopo aver fatto sesso con uno sconosciuto. I medici scoprono, nel curare le fratture, che la giovane ha un enorme tumore inoperabile al cuore, ma a quanto pare la ragazza ne era già a conoscenza ed aveva accettato il fatto che sarebbe morta nel giro di un anno. Maggie, dopo molta insistenza, convince la ragazza che può rimuoverle il tumore, anche se quest'ultima non ci crede, ma quando si trova in sala operatoria si rende conto che quest'ultimo ha già intaccato stomaco e intestino, così per la giovane non c'è comunque speranza (nonostante il tumore al cuore sia stato rimosso). Quando viene a sapere che il giovane con cui è andata a letto si trova in sala d'attesa ad aspettarla, chiede ai medici di mandarlo via. Meredith esaudisce il desiderio della ragazza e subito dopo lascia l'ospedale insieme a Nathan, prendendogli la mano.

## Colori veri
- Titolo originale: True Colors
- Diretto da: Kevin McKidd
- Scritto da: William Harper

### Trama
Alex assume un investigatore privato per rintracciare l'ex marito violento di Jo. Scopre che si tratta di un medico, il dottor Paul Stadler, e si presenta a lui come Alex Stevens, ma alla fine decide di lasciarlo andare per evitare di compromettere ulteriormente la situazione sua e della ragazza.
Due soldati bussano alla porta di Owen per comunicargli di aver ritrovato sua sorella Megan. Questa è ancora viva e Owen sembra non volerci credere. Nel frattempo arrivato in ospedale salva la vita ad una bambina che stava soffocando con una moneta. I genitori sono molto distratti, infatti l'altra figlia più grande (Erin) verrà ritrovata più volte in giro per l'ospedale dai dottori, che la riporteranno dai genitori. Meredith intanto, dopo aver osservato il comportamento di Nathan con la piccola Erin, decide di invitarlo a cena per farlo conoscere ai propri figli, anche se ancora incerta che sia la decisione giusta. Amelia invece, dopo aver notato i comportamenti strani di Owen, viene a conoscenza della sorella e decide di tornare a casa con lui e aiutarlo a mettersi in contatto con l'ospedale in cui verrà trasportata. Lo stesso giorno arrivano in ospedale anche due focosi amanti che, durante una prestazione sessuale in macchina, hanno premuto l'acceleratore e sono finiti in un fosso, giacendo ora in ospedale in condizioni gravi, ma non critiche. Lei è molto preoccupata per la condizione del ragazzo, poi sviene e viene operata d'urgenza. Lo stesso il ragazzo, Kit, che vuole vederla a tutti i costi facendosi aiutare dalla dottoressa Edwards. Quando la paziente si sveglia dall'operazione si scopre che non è stato un incidente, ma la ragazza aveva premuto di proposito l'acceleratore per uccidere Kit, che era entrato nella sua auto puntandole un coltello alla gola con l'intenzione di violentarla. La Bailey dunque fa scattare un codice arancione e tutte le porte vengono chiuse, ma nel frattempo la Edwards è già stata presa in ostaggio dal ragazzo per tentare di fuggire dall'ospedale. Durante la fuga i due restano bloccati in un corridoio insieme alla piccola Erin, scappata di nuovo, e nel tentativo di sbloccare le porte con un incendio il giovane prende fuoco e sviene vicino delle bombole di ossigeno, provocando una forte esplosione che investe in pieno la Edwards. La puntata termina con Meredith, giunta in ospedale per avvisare Nathan del ritrovamento di Megan, che assiste inerme all'esplosione dell'ala sud dell'ospedale.

## L'anello di fuoco
- Titolo originale: Ring of Fire
- Diretto da: Debbie Allen
- Scritto da: Stacy McKee

### Trama
La puntata riprende dall'esplosione, che provoca grande caos tra pazienti e medici. Meredith, Arizona e Eliza, che si trovavano all'esterno, si precipitano subito nell'ospedale per aiutare i feriti. Jackson, nel frattempo, fugge alla ricerca di Stephanie mentre Meredith cerca Erin. L'ospedale viene evacuato mentre i pompieri tentano di domare l'incendio. Intanto Nathan si trova ancora nella sala sottostante l'esplosione ad operare un paziente e viene aiutato dalla stessa Meredith, che poi lo accompagna fuori e lo obbliga a riposarsi e prendere l'ossigeno. Nella gran confusione Jackson esce fuori dopo aver salvato una paziente bisognoso di ossigeno, prendendo i rimproveri di April e di Maggie. Quando chiede della Edwards, la Minnick afferma di aver dimenticato di avvertire i poliziotti della scomparsa della dottoressa, poiché concentrata ad aiutare i pazienti, così Warren entra subito insieme ai vigili del fuoco per mostrare loro l'ultimo luogo in cui è stata vista Stephanie. Nel frattempo quest'ultima rinviene tra le fiamme e le grida della bambina, che ha la gamba bloccata sotto un macchinario. Dopo aver tamponato e momentaneamente fermato l'emorragia della gamba di Erin, le due, avvolte da un panno bagnato, passano attraverso le fiamme per tentare una via di fuga. Arrivano sulle scale di emergenza, ma a causa delle fiamme possono solo salire sul tetto, così lentamente si dirigono verso l'uscita, ma arrivate davanti alla porta Stephanie si rende conto di aver perso il tesserino e quindi di non poter uscire. Presa ormai dallo sconforto e anch'essa gravemente ferita si siede a terra e tenta di calmare la bambina, ma tra le fiamme riesce ad intravedere il proprio tesserino, così corre a prenderlo e le due riescono a salire sul tetto. Le grida della dottoressa, però, si confondono tra le urla dei medici e le sirene delle ambulanze, così nessuno la sente. Poco dopo la bambina sviene e Stephanie tenta una manovra disperata di rianimazione. Fortunatamente vengono trovate da Warren e i pompieri, che le portano in salvo nell'ospedale. Eliza viene allontanata mentre gli altri medici tentano di salvare la bambina e la sua gamba. Dopo aver scoperto che la bambina è fuori pericolo, la Edwards si lascia andare al dolore e sviene tra le braccia di Jackson, che le cura subito le ustioni. Quando Catherine richiama all'ordine Miranda, Richard ed Eliza per stabilire perché Stephanie sia finita in una tale situazione, Eliza ammette di essersi dimenticata di lei poiché impegnata a coordinare l'evacuazione, ma quando la dottoressa ha la sfrontatezza di indicare come causa dell'incidente anche l'essere troppo poco ligi al protocollo, secondo il quale la specializzanda sarebbe dovuta andare in psicoterapia, è la stessa Bailey a ribattere che se fosse andata così Erin sarebbe morta. A quel punto, anche Miranda si rende conto che Eliza, con il suo seguire le regole a oltranza, è solo dannosa per l'ospedale, mentre il vero insegnante è Richard, e la licenzia. Stephanie, invece, durante le cure riferisce a Webber e De Luca che vuole iniziare a vivere una vita fuori dagli ospedali, quindi si licenzia. Maggie chiede scusa ad April per aver sgridato Jakson, ma quest'ultima le consiglia di dichiarare i propri sentimenti ad Avery poiché lo conosce ed è certa provi qualcosa per lei. Nathan, dopo aver scoperto di Megan, abbraccia forte Meredith e corre subito nell'ospedale in cui è stata portata. La puntata termina con Owen e Amelia davanti all'elicottero da cui esce una donna con i capelli rossi. Owen la guarda e sorride.